# Убийство по сценарий
„Убийство по сценарий“ (на английски: Murder, She Wrote) е американски телевизионен сериал, който разказва за приключенията на писателката Джесика Флечър.

## Сюжет
След смъртта на мъжа си, жителката на неголемия пристанищен мейнски град Кабът Коув Джесика Флечър се посвещава в писането на детективски романи. По време на проучвания за книгите си, тя се натъква на загадъчни престъпления. Тя помага на полицията в разследването и разкриването им. Джесика Флечър е един от най-добрите детективи.

## Актьорски състав
- Анджела Лансбъри – Джесика Флечър
- Том Боузли – шериф Еймъс Тейпър
- Уилям Уиндъм – доктор Сет Хезлит
- Рон Мейсак – шериф Морт Мецгер

## Интересни факти
- В края на 1980-те излиза поредица книги със същото име, чийто автор е Доналд Бейн.
- След края на сериала били излъчени 5 допълнителни серии:
  - South by Southwest – От юг на югозапад (1997)
  - A Story to Die For – История около убийство (2000)
  - The Last Free Man – Последният свободен човек (2001)
  - The Celtic Riddle – Келтска загадка (2003)
- Сериалът е излъчван в десетки страни

## „Убийство по сценарий“ в България
В България сериалът започва излъчване през 2006 г. по Fox Crime. Дублажът е на студио Доли. През различните сезони съставът на озвучаващите гласове търпи промени. Артисти, които озвучават в сериала са Ани Василева във всички епизоди, Лидия Вълкова, Анна Петрова, Антония Драгова, Таня Димитрова, Симеон Владов, Васил Бинев, Димитър Горанов, Тодор Николов, Ивайло Велчев и Светозар Кокаланов.
В един епизод, излъчен по Диема 2, участват Александър Воронов и Татяна Захова, която замества Ани Василева.